# 다즈타촌
다즈타촌(鶴田村)은 오카야마현 구메군에 있던 촌이다. 현재의 오카야마시에 해당한다.

## 역사
- 1889년 6월 1일 - 정촌제 시행에 수반해 구메난조군 다즈타촌이 발족하였다.
- 1900년 4월 1일 - 구메호쿠조군과 합병해 구메군이 되었다.
- 1955년 2월 1일 - 후쿠와타리정과 합병해, 새로운 후쿠와타리정이 발족, 동일 다즈타촌은 폐지되었다.

## 참고문헌
- 和泉橋警察署 『新旧対照市町村一覧』第2冊（東京：加藤孫次郎, 1889（明22））
- 地名編纂委員会 『角川日本地名大辞典33 岡山県』（角川学芸出版, 1989, ISBN 4040013301）